# Fényes László
Csokalyi Fényes László, írói álnevein: f.l., Nihil (Éradony, 1871. augusztus 10. – New York, 1944. január 30.) újságíró, országgyűlési képviselő, Fényes Elek dédunokája. Az első magyar igazi oknyomozó újságíró.
1918 októberében a Magyar Nemzeti Tanács tagja és hadügyi államtitkár volt, 1918 decemberében a kormányt képviselte Erdélyben. A Tanácsköztársaság bukása után részletesen írt a fehérterrorról. Ennek nyomán belekeverték a Tisza-perbe, s két évig vizsgálati fogságban tartották, majd felmentették a vádak alól. Az 1920-as évek közepén emigrált Bécsbe, majd Pozsonyba, és végül Párizsba került. A második világháború idején a náci előretörés elől Dél-Franciaországba menekült, majd az Amerikai Egyesült Államokba utazott, ahol 1944-ben meghalt.

## Élete
Gyógyszerésznek, később pedig mérnöknek készült, ám egyetemi tanulmányait félbehagyta, s 1894-től újságíróként tevékenykedett.  1910-től Az Est munkatársa volt. Az első világháború alatt, 1917-ben választották Nyíregyháza országgyűlési képviselőjévé. Annak ellenére, hogy pártonkívüliként indult, közel állt a polgári radikálisokhoz, illetve Károlyi Mihály pártjához, s ő leplezte le a Tisza-rendszer visszaéléseit. Tiltakozott a galileisták elleni rendőri brutalitások ellen, illetve interpellált a júniusi sztrájkot megelőző MÁV gépgyári sortűz ügyében is. 1918 októberében a Nemzeti Tanács tagja, a Nemzetőrség kormánybiztosa és hadügyi államtitkár lett. 1918 decemberében Kolozsváron képviselte a magyar kormányt, fogadta a bevonuló román hadsereget.
A Kommunisták Magyarországi Pártja ellen erélyes fellépést követelt. A proletárdiktatúra kikiáltása után passzivitásba vonult, ám korábbi tevékenysége miatt 1919. április 21-én, mint "ellenforradalmárt" letartóztatták a Royal Szállóban. Szamuely Tibor emberei fel akarták akasztani, ám Korvin Ottó ezt megakadályozta.
1919 végén, amikor a különítményesek járták a Dunántúlt, és sorra vonták felelősségre, illetve végezték ki statáriálisan azokat, akikről úgy értesültek, hogy részt vettek a Tanácsköztársaság fenntartásában, nyílt levélben tiltakozott az embertelenségek ellen. Ezért Horthyék Fényest korábbi politikai ellenfele, Tisza István meggyilkolására való felbujtással vádolták meg, s 1919. november 24-én letartóztatták (Tisza-per). Ezzel a hamis váddal közel két évig tartották vizsgálati fogságban. Végül 1921-ben bizonyítékok hiányában mentették fel, s engedték szabadon október 5-én. Kiengedése után belépett az MSZDP-be, s a szociáldemokrata napilapnál, a Népszavánál helyezkedett el. Itt folytatta korábbi munkáját, s pontosan megírta a fehérterroristák gyilkosságait, illetve azt, hogy ezeknek Horthy bűnpártolója, két esetben pedig - Somogyi és Bacsó Béla esetében - felbujtója is volt. Emiatt számos perbe keveredett. Ellenségei dühét legfőképp azzal vívta ki, hogy kézre kerítette Matthias Erzberger német politikus gyilkosait, akik Gömbös Gyula lakásán bujkáltak. Így nem maradhatott Magyarországon, s az 1920-as évek közepén emigrált Bécsbe, hol az Arbeiter Zeitung munkatársa lett.
1934 február közepén Bécsben részt vett a szocialisták oldalán a szocialisták és a konzervatív fasiszták közötti pár napig tartó polgárháborúban, s megsebesült. Pozsonyba menekült, később Prágába ment, majd Párizsban telepedett le. A náci megszállás elől Dél-Franciaországba ment, Marseille-be. Időközben Vámbéry Rusztem és Jászi Oszkár csatlakozott ahhoz az amerikai bizottsághoz, amely a Franciaországban és Észak-Afrikában lévő politikai emigránsok, illetve emigráns magyar írók és művészek Amerikába juttatását tűzte ki célul. A listán, amelyen azok neve  szerepelt, akiken segíteni kívántak Vámbéryék, szerepelt Faludy György, Kéri Pál és Lorsy Ernő mellett Fényes is. Így a marseille-i amerikai követségen Fényes megkapta az amerikai vízumot, s 1940-ben kiutazott az USA-ba. 1941-ben egy ideig A Harc szerkesztőjeként dolgozott. Fényesnek az USA-ban nem mindig volt állása, így olykor Jászi Oszkár támogatására szorult. New Yorkban halt meg 1944-ben.

## Művei
- Igazolás a Magyar Ipar és Kereskedelmi Bank sajtóperében (Budapest, 1904)
- Jókai Mór utolsó évei (Budapest, 1904)
- A társadalom és a nemi kérdés (1907)
- Egy vöröskeresztes ember naplója a Balkán-háború idejéből (Budapest, 1913)